# Naldurg
Naldurg o Naldrug és una ciutat i municipi del districte d'Osmanabad a Maharashtra. Està situada a 17° 49′ N, 76° 18′ E / 17.82°N,76.3°E. Disposa d'una fortalesa notable, una de les principals de la regió de Marathawada. Segons el cens del 2001 la població és de 15.993 habitants (el 1881 eren 3.182 i el 1901 eren 4.111)

## Història
La fortalesa hauria estat construïda per Nala Raja i tant aquesta com la ciutat haurien agafat el nom d'aquest rei. Pertanyé a un rajà local vassall dels Chalukya de Kalyani (situada a uns 60 km) fins vers el 1200. Va restar independent fins que després de les campanyes de Muhàmmad ibn Tughluq (1325-1351) va passar als bahmànides a la segona meitat del segle xiv, els quals van reforçar les fortificacions i van conservar la ciutat. A la mort de Shihab al-Din Ahmad I (1422-1436) el va succeir el seu fill Ala al-Din Ahmad II (1436-1458) però el germà d'aquest Muhammad Khan es va revoltar i es va apoderar de Naldrug, Mugdal, Raichur i Sholapur. El 1480 es va començar a fragment el sultanat bahmànida i el 1492 Larin Barid (vegeu Sultanat de Bidar) va perdre Naldrug davant d'Adil Khan, fundador de la dinastia dels adilxàhides de Bijapur, si bé a la frontera amb els nizamshàhides d'Ahmadnagar. El 1508 Ahmad Nizam Shah va exigir la fortalesa de Naldrug a canvi de la seva neutralitat en la guerra d'Adil Khan contra els baridshàhides (Ali Barid) i el sultà Shihab al-Din Mahmud, però no la va aconseguir. El 1531 Amir Barid es va aliar a Burhan Nizam Shah contra Ismail Adil Shah i va atacar Naldrug però fou derrotat per aquest darrer. Les muralles foren construïdes el 1558.
El 1562 Ram Raj de Vijayanagar va envair el sultanat d'Ahmadnagar on governava Husayn Nizam Shah que ara estava aliat a Ali Adil Shah de Bijapur; però el rei hindú es va haver de retirar quan el seu campament fou inundat per pluges torrencials. Llavors Ali Adil Shah es va retirar a Naldrug on va fer arranjar algunes edificacions i va fer construccions com la presa de Bori que abastia d'aigua a la guarnició. El 1580, mort Ali Adil Shah, Murtada Nizam Shah va atacar Sholapur i Naldrug amb ajut d'Ibrahim ibn Kuli Kutb Shah de Golconda (1550-1580); com que la fortalesa estava molt ben defensada, van iniciar el setge i l'exèrcit invasor es va dirigir a la capital enemiga, Bijapur; l'any següent (1581) el setge va continuar sota el següent Muhammad Quli ibn Ibrahim Qutb Xah (1580 - 1611). El 1595 Ibrahim Adil Shah de Bijapur va envair el regne dels nizamshàhides i es va lliurar batalla a Naldrug en la que va morir Ibrahim Nizam Shah. Llavors asildhàhides i kutbshàhides es van aliar a Naldrug contra els mogols que representaven un perill imminent.
El 1613 Ibrahim Adil Shah II constrruí Pani Mahal a la riba del riu Bori. El 1636 el Dècan fou envaït pels mogols sota el general Shaista Khan al servei de Shah Jahan. Després del seu èxit contra els nizamshàhides es va girar contra els adilxàhides i va conquerir Naldrug, ocupant la regió entre Sholapur i Bidar, però la victòria mongol fou efímera. El 1676 el general Bahadur Khan va tornar a assetjar Naldrug i la va conquerir el 1677; en algun moment fou ocupada pels marathes (no se sap quan) quedant annexionada a l'Imperi Mogol el 1687, i el 1724 va passar al nizam d'Hyderabad.
Fou cedida als britànics el 1853 i fou cap d'un districte, fins que el 1860 va ser retornada al principat d'Hyderabad. Posteriorment es va formar el districte d'Osmanabad dins del qual va quedar integrada.